# Gare de Faremoutiers - Pommeuse
Gare de Faremoutiers - Pommeuse vasútállomás Franciaországban, Pommeuse településen.

## Vasútvonalak
Az állomást az alábbi vasútvonalak érintik:
- Gretz-Armainvilliers-Sézanne-vasútvonal

## Kapcsolódó állomások
A vasútállomáshoz az alábbi állomások vannak a legközelebb:
- Gare de Guérard - La Celle-sur-Morin (Paris Gare de l’Est, ligne P)
- Gare de Mouroux (Gare de Coulommiers, ligne P)